# Фажан-ди-Байшу
Фажан-ди-Байшу (порт. Fajã de Baixo) — район (фрегезия) в Португалии, входит в автономный округ Асориш. Расположен на острове Сан-Мигел. Является составной частью муниципалитета Понта-Делгада. Население составляет 4553 человека на 2001 год. Занимает площадь 4,05 км².
Покровителем района считается Дева Мария (порт. Nossa Senhora dos Anjos).

## История
Первая церковь в Фажане была возведена в 1532 году для поддержки небольшой общины, которая начала селиться в регионе. Но эта небольшая церковь была не в состоянии содержать растущую паству, и несколько лет спустя ее было приказано снести.
Примерно в 1699 году было завершено строительство скита в Лорету, который служил главным храмом общины. Главная приходская церковь, посвященная Богоматери Ангелов (порт. Igreja de Nossa Senhora dos Anjos), была построена в 1791 году. Между тем, этот регион был местом ежегодных паломничеств с остановками в небольших храмах в скиту Сеньора-да-Боа-Нова и скиту Санта-Рита (возведенных в 1765 году).